# Antonești (Ștefan Vodă)
Antonești è un comune della Moldavia situato nel distretto di Ștefan Vodă di 2.709 abitanti al censimento del 2004.